# Игра повешенного
«Игра повешенного» (исп. El juego del ahorcado) — драматический фильм 2008 года, снятый испанским режиссёром Мануэлем Гомесом Перрейрой.

## Сюжет
История любви, привязанности и одержимости друг другом. Давид и Сандра подружились в детстве, и дружба их началась с общего секрета. Чем старше становились молодые люди, тем всё более трагичными становились их тайны. Однажды на Сандру нападает маньяк и насилует её. Девушке удаётся спастись и, как ей кажется, убить своего обидчика. Она не знает, что ей делать дальше. Идти ли в полицию? За помощью Сандра обращается к единственному другу.

## В ролях
- Альваро Сервантес —  Давид
- Клара Лаго —  Сандра
- Адриана Угарте —  Ольга
- Абель Фольк —  отец Сандры
- Виктория Пахес —  мать Сандры
- Виктор Вальдивиа  —  Рафа, брат Сандры
- Борис Руис —  отец Давида
- Анхельс Бассас —  мать Давида

## Награды и номинации
- XXIII   «Гойя» : Лучший мужской актёрский дебют (Альваро Сервантес), Лучшая музыка (Бинхен Мендисабаль) — номинации